# Patinage de vitesse aux Jeux olympiques de 2018 – Poursuite par équipes femmes
Navigation
Sotchi 2014 Pékin 2022
La poursuite par équipes féminine de patinage de vitesse aux Jeux olympiques de 2018 a lieu les 19 et 21 février 2018. 

## Médaillés
| Or                                                     | Argent                                                                | Bronze                                                                    |
| Japon Ayano Sato Miho Takagi Nana Takagi Ayaka Kikuchi | Pays-Bas Antoinette de Jong Marrit Leenstra Ireen Wüst Lotte van Beek | États-Unis Heather Bergsma Brittany Bowe Mia Manganello Carlijn Schoutens |

## Résultats

### Quarts de finale
| Rang | Série | Pays         | Athlètes                                                    | Temps         | Notes         |
| ---- | ----- | ------------ | ----------------------------------------------------------- | ------------- | ------------- |
| 1    | 1     | Pays-Bas     | Antoinette de Jong Marrit Leenstra Ireen Wüst               | 2 min 55 s 61 | Demi-finale 1 |
| 2    | 2     | Japon        | Ayano Sato Miho Takagi Nana Takagi                          | 2 min 56 s 09 | Demi-finale 2 |
| 3    | 3     | Canada       | Ivanie Blondin Josie Morrison Isabelle Weidemann            | 2 min 59 s 02 | Demi-finale 2 |
| 4    | 4     | États-Unis   | Heather Bergsma Brittany Bowe Mia Manganello                | 2 min 59 s 75 | Demi-finale 1 |
| 5    | 2     | Chine        | Han Mei Hao Jiachen Li Dan                                  | 3 min 00 s 01 | Finale C      |
| 6    | 3     | Allemagne    | Roxanne Dufter Gabriele Hirschbichler Claudia Pechstein     | 3 min 02 s 65 | Finale C      |
| 7    | 1     | Corée du Sud | Kim Bo-reum Noh Seon-yeong Park Ji-woo                      | 3 min 03 s 76 | Finale D      |
| 8    | 4     | Pologne      | Katarzyna Bachleda-Curuś Natalia Czerwonka Luiza Złotkowska | 3 min 04 s 80 | Finale D      |

### Demi-finales
| Rang          | Pays       | Athlètes                                         | Temps         | Retard  | Notes    |
| ------------- | ---------- | ------------------------------------------------ | ------------- | ------- | -------- |
| Demi-finale 1 |            |                                                  |               |         |          |
| 1             | Pays-Bas   | Antoinette de Jong Lotte van Beek Ireen Wüst     | 3 min 00 s 41 |         | Finale A |
| 2             | États-Unis | Heather Bergsma Mia Manganello Carlijn Schoutens | 3 min 07 s 28 | +6 s 87 | Finale B |
| Demi-finale 2 |            |                                                  |               |         |          |
| 1             | Japon      | Ayaka Kikuchi Miho Takagi Nana Takagi            | 2 min 58 s 94 |         | Finale A |
| 2             | Canada     | Ivanie Blondin Keri Morrison Isabelle Weidemann  | 3 min 01 s 84 | +2 s 90 | Finale B |

### Finales
| Rang final                          | Pays         | Athlète                                                 | Temps         | Retard  | Notes |
| ----------------------------------- | ------------ | ------------------------------------------------------- | ------------- | ------- | ----- |
| Finale A                            |              |                                                         |               |         |       |
| Médaille d'or, Jeux olympiques      | Japon        | Ayano Sato Miho Takagi Nana Takagi                      | 2 min 53 s 89 |         |       |
| Médaille d'argent, Jeux olympiques  | Pays-Bas     | Antoinette de Jong Marrit Leenstra Ireen Wüst           | 2 min 55 s 48 | +1 s 59 |       |
| Finale B                            |              |                                                         |               |         |       |
| Médaille de bronze, Jeux olympiques | États-Unis   | Heather Bergsma Brittany Bowe Mia Manganello            | 2 min 59 s 27 |         |       |
| 4                                   | Canada       | Ivanie Blondin Josie Morrison Isabelle Weidemann        | 2 min 59 s 72 | +0 s 45 |       |
| Finale C                            |              |                                                         |               |         |       |
| 5                                   | Chine        | Hao Jiachen Li Dan Liu Jing                             | 3 min 00 s 04 |         |       |
| 6                                   | Allemagne    | Roxanne Dufter Gabriele Hirschbichler Claudia Pechstein | 3 min 04 s 67 | +4 s 63 |       |
| Finale D                            |              |                                                         |               |         |       |
| 7                                   | Pologne      | Karolina Bosiek Natalia Czerwonka Luiza Złotkowska      | 3 min 03 s 11 |         |       |
| 8                                   | Corée du Sud | Kim Bo-reum Noh Seon-yeong Park Ji-woo                  | 3 min 07 s 30 | +4 s 19 |       |